# Брајан Вилсон
Брајан Даглас Вилсон (20. јун 1942 – 11. јун 2025) био је амерички музичар, текстописац, певач и музички продуцент, суоснивач групе Бич Бојс. Често називан генијем због својих нових приступа поп композицији и мајсторства техника снимања, он је широко признат као један од најинoвативнијих и најзначајнијих текстописаца 20. века. Његово најпознатије дело одликује се високим продукцијским вредностима, сложеним хармонијама и оркестрацијама, вокалним слојевима и интроспективним или наивним темама. Такође је био познат по свом свестраном главном гласу и фалсету, који је деградирао након 1970-их.
Вилсонови обликовни утицаји укључивали су Џорџа Гершвина, групу „Четири бруцоша“, Фила Спектора и Берта Бахараха. Године 1961, започео је своју професионалну каријеру као члан групе Бич Бојс, где је био текстописац, продуцент, ко-главни вокал, басиста, клавијатуриста и де факто вођа бенда. Након што је потписао уговор са издавачком кућом Capitol Records 1962. године, постао је први поп музичар коме се приписује писање, аранжирање, продукција и извођење сопственог материјала. Такође је продуцирао извођаче као што су The Honeys и American Spring. До средине 1960-их написао је или био коаутор више од двадесет хитова са америчке топ 40 листе, укључујући хитове број један „Surf City“ (1963), „I Get Around“ (1964), „Help Me, Rhonda“ (1965) и „Good Vibrations“ (1966). Сматра се једним од првих музичких продуцената аутора и првих рок продуцената који су применили студио као инструмент.
Суочен са доживотним борбама са менталним болестима, Вилсон је доживео нервни слом крајем 1964. године и одустао је од редовних концертних турнеја како би се фокусирао на писање песама и продукцију, што је довело до дела као што су „Pet Sounds“ групе Beach Boys и његово прво соло издање „Caroline, No“ (оба из 1966. године), као и недовршени албум „Smile“. До краја 1960-их, његова продуктивност и ментално здравље су значајно опали, што је довело до периода обележених повлачењем, преједањем и злоупотребом супстанци. Његов први професионални повратак донео је готово соло пројекат „The Beach Boys Love You“ (1977). Осамдесетих година прошлог века, формирао је контроверзно креативно и пословно партнерство са својим психологом, Јуџином Лендијем, и поново покренуо своју соло каријеру истоименим албумом „Brian Wilson“ (1988). Вилсон се дистанцирао од Лендија 1991. године и редовно је наступао као соло уметник од 1999. до 2022. године, а завршио је албум „Smile“ под називом „Brian Wilson Presents Smile“ 2004. године.
Најављујући признање популарне музике као уметничке форме, Вилсонова достигнућа као продуцента помогла су у покретању ере невиђене креативне аутономије за извођаче потписане од стране издавачких кућа. Сматра се важном фигуром за многе музичке жанрове и покрете, укључујући калифорнијски звук, арт поп, психоделију, камерни поп, прогресивну музику, панк, аутсајдер и саншајн поп. Од 1980-их, његов утицај се проширио на стилове као што су пост-панк, инди рок, емо, дрим-поп, шибуја-кеи и чилвејв. Добитник је бројних награда у индустрији, укључујући две награде Греми и награду Кенеди центра, као и номинације за награду Златни глобус и награду Прајмтајм Еми. Примљен је у Кућу славних рокенрола 1988. године и у Кућу славних текстописаца 2000. године. Његов живот и каријера драматизовани су у биографском филму „Љубав и милост“ из 2014. године. Умро је 2025. године од неоткривеног узрока.

## Дискографија
- Brian Wilson (1988)
- I Just Wasn't Made for These Times (1995) (soundtrack)
- Orange Crate Art (1995) (with Van Dyke Parks)
- Imagination (1998)
- Gettin' In over My Head (2004)
- Brian Wilson Presents Smile (2004)
- What I Really Want for Christmas (2005)
- That Lucky Old Sun (2008)
- Brian Wilson Reimagines Gershwin (2010)
- In the Key of Disney (2011)
- No Pier Pressure (2015)
- At My Piano (2021)

## Даље читање
Књиге
- Curnutt, Kirk (2012). Brian Wilson (Icons of Pop Music). Equinox Pub. ISBN 978-1-908049-91-9.
- Miller, Jim (1992). „The Beach Boys”.  Ур.: DeCurtis, Anthony; Henke, James; George-Warren, Holly. The Rolling Stone Illustrated History of Rock & Roll: The Definitive History of the Most Important Artists and Their Music. New York: Random House. ISBN 978-0-67973-728-5.
- Williams, Paul (2000). The 20th Century's Greatest Hits: A Top 40 List. Macmillan. ISBN 978-1-46683-188-9.
- Zager, Michael (2011). Music Production: For Producers, Composers, Arrangers, and Students (2nd изд.). Scarecrow Press. ISBN 978-0-8108-8201-0.

Часописи
- Carlin, Peter Ames (August—September 2004). „Brian Wilson's Wave”. American Heritage. св. 55 бр. 4. Архивирано из оригинала March 4, 2006. г. Проверите вредност парамет(а)ра за датум: |date= (помоћ)

Веб чланци
- McCormick, Scott (19. 9. 2017). „The ingenious musical arrangements of Brian Wilson and The Beach Boys”. Disc Makers Blog.
- McCormick, Scott (18. 10. 2017). „Brian Wilson's songwriting tricks and techniques”. Disc Makers Blog.
- „Brian Wilson: "LSD fucked with my brain"”. NME. 25. 6. 2011. Архивирано из оригинала 9. 5. 2013. г. Приступљено 30. 6. 2013.

## Спољaшње везе
- Званични веб-сајт
- Брајан Вилсон на веб-сајту  (језик: енглески)
- Брајан Вилсон на веб-сајту  (језик: енглески)
- Брајан Вилсон на веб-сајту  (језик: енглески)
- Брајан Вилсон на веб-сајту  (језик: енглески)